# Circonscription de Dobell

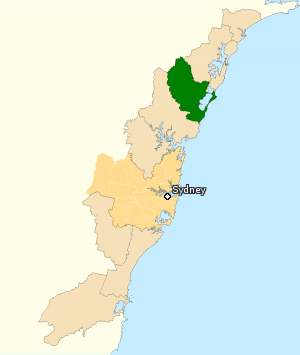
La circonscription de Dobell (en vert) au nord de Sydney (en beige)) en Nouvelle-Galles du Sud.

La circonscription de Dobell est une circonscription électorale australienne en Nouvelle-Galles du Sud. Elle a été créée en 1984 et porte le nom du peintre Sir William Dobell. Elle est située dans la région de la Central Coast en Nouvelle-Galles du Sud et comprend les villes de The Entrance, Tuggerah et Wyong.
Elle s'étend de Blue Haven, au nord à Wyoming, au sud, de The Entrance à l'Est à la vallée Jilliby à l'ouest.
Dobell a été à l'origine un siège assez sûr pour le Parti travailliste australien, mais les redécoupages successifs ont réduit son avancée et le siège a finalement été remporté par le Parti libéral aux élections de 2001. Les libéraux ont consolidé leur emprise à l'élection de 2004, mais le parti travailliste a repris le siège à l'élection de 2007 quand Craig Thomson a facilement défait Ken Ticehurst. Cependant, les élections fédérales de 2013 ont vu la victoire du parti libéral.

## Députés
| Nom            | Parti          | Période de mandat |
| -------------- | -------------- | ----------------- |
| Michael Lee    | Travailliste   | 1984–2001         |
| Ken Ticehurst  | Parti libéral  | 2001–2007         |
| Craig Thomson  | Travailliste   | 2007–2012         |
| Craig Thomson  | Sans-étiquette | 2012-2013         |
| Karen McNamara | Parti libéral  | 2013-en cours     |